# Audun-le-Tiche
Audun-le-Tiche (Duits: Deutsch-Oth, Luxemburgs: Däitsch-Oth) is een gemeente in het Franse departement Moselle (regio Grand Est) en telt 5757 inwoners (1999).

## Geschiedenis
De gemeente maakte deel uit van het kanton Fontoy in arrondissement Thionville-Ouest tot deze op 22 maart 2015 werden opgeheven. De gemeenten van dat kanton  werden opgenomen in het kanton Algrange, dat onderdeel werd van het arrondissement Thionville.

## Toponymie
Audun-le-Tiche staat in tegenover Audun-le-Roman (Duits: Welsch-Oth). Deze tegenstelling, Diets of Duits versus Romaans of Welsch, wijst historisch op de nabijheid van de taalgrens tussen het Lotharings (Romaans) en het Lotharingisch (Duits).

## Geografie
De oppervlakte van Audun-le-Tiche bedraagt 15,4 km², de bevolkingsdichtheid is 373,8 inwoners per km².
De onderstaande kaart toont de ligging van Audun-le-Tiche met de belangrijkste infrastructuur en aangrenzende gemeenten.

## Demografie
Onderstaande figuur toont het verloop van het inwonertal (bron: INSEE-tellingen).

## Geboren
- François Decker (1918-2018), Luxemburgs onderwijzer en historicus
- Sébastien Rémy (1974), Luxemburgs voetballer